# イズロン酸
イズロン酸（イズロンさん、Iduronic acid、IdoA）は、イドースのウロン酸で、デルマタン硫酸とヘパリンのウロン酸部分を構成している。また、イズロン酸はC5のエピマーであるグルクロン酸に比べて少数であるがヘパラン硫酸(HS)にも存在する。天然に存在するのはL体であり、D体は知られていない。旋光度は[α]D+37°
イズロン酸のC2にO-硫酸基が付加したものは、2-O-スルホ-L-イズロン酸(IdoA2S)という。